# アメル川

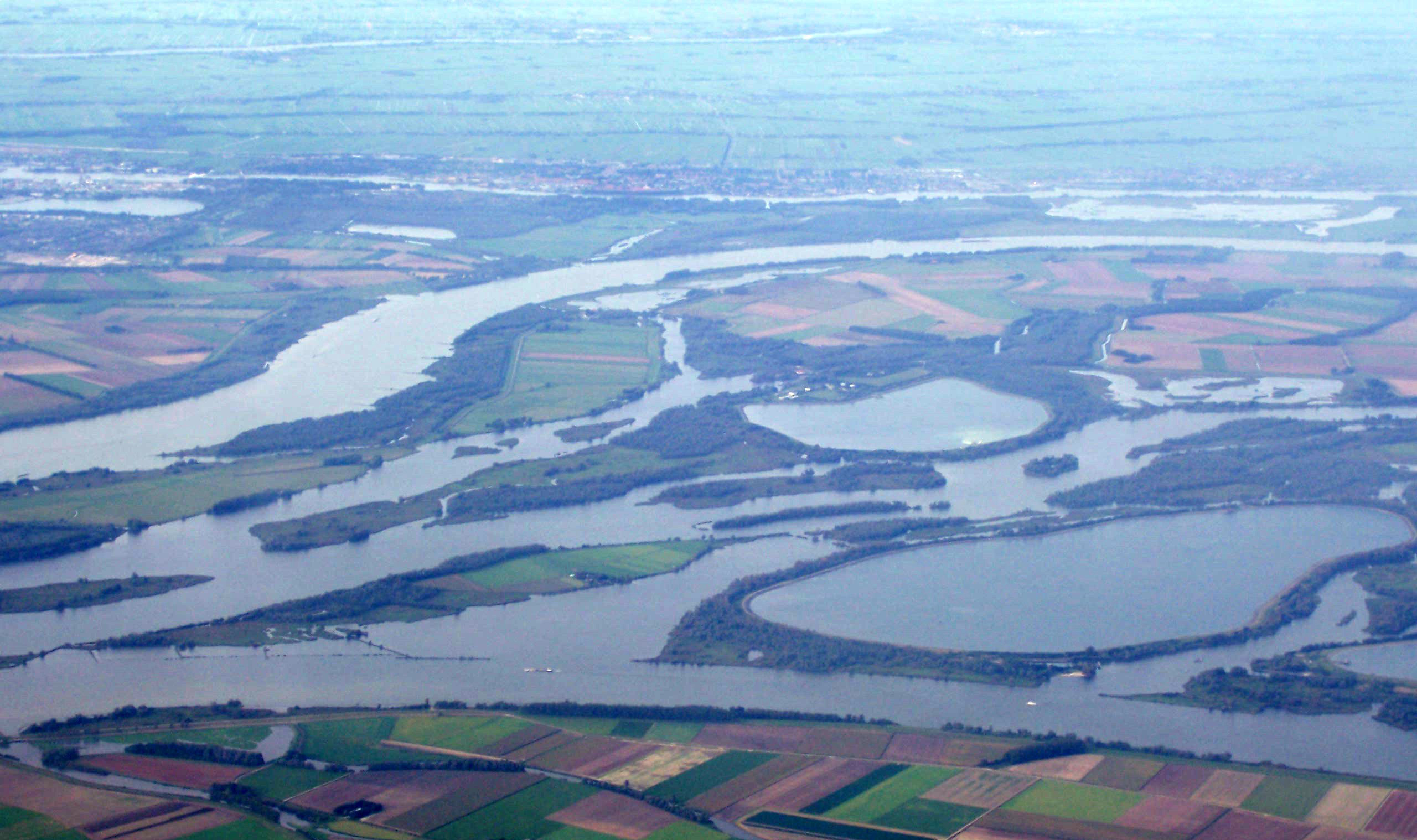
ビースボス国立公園とアメル川（手前の川）

アメル川（アメルがわ、蘭：Amer）は、オランダを流れる川で、マース川がライン・マース・スヘルデ三角州に流れ込んで分岐した川の一つである。
ヘールトライデンベルフでベルフセ・マース川にドンヘ川が合流した地点からアメル川と名前を変える。そこから、ニューウェ・メルウェデ川に合流する地点までの約12.1kmがアメル川である。ベルギーとオランダを結ぶマース川の主要航路の一部であり、航路幅400m、深さ5.05mが保証されている。
ニューウェ・メルウェデ川とアメル川に挟まれた三角州地帯にあるビースボス国立公園はオランダで最大の面積を誇る国立公園であり、公園と付近のアメル川を含む一帯はホシハジロ、ミミカイツブリなどの生息地で、1980年にラムサール条約登録地となった。
アメル川本流の経路
マース川 > ベルフセ・マース川 > アメル川 > ホランス・ディープ川 > ハーリングフリート川・フォルケラク川 > 北海

## 関連項目

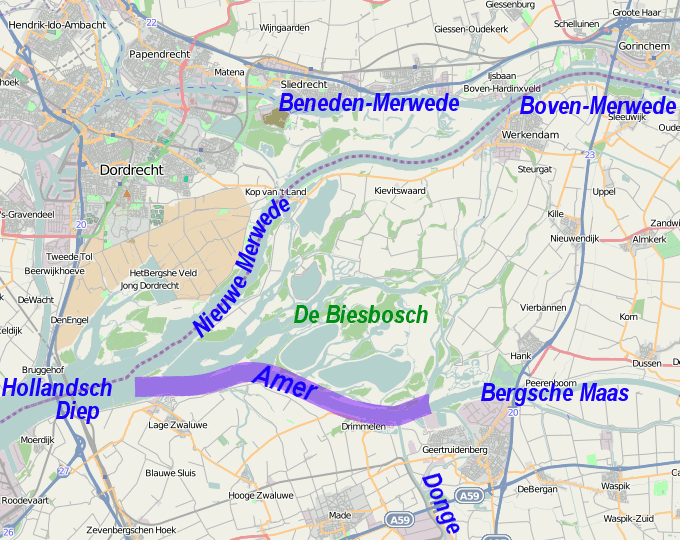
位置図

## 流域の自治体・都市
オランダ
北ブラバント州：ヘールトライデンベルフ